# Křest pokropením
Křest pokropením zvaný též křest nemocných konaný asperzí (aspersí) nebo pokropením (z lat. aspergere/aspersio) je v náboženském kontextu pokropení vodou, zejména svěcenou vodou. Asperze je metoda používaná při křtu jako alternativa k ponoření (imerzi, submerzi) nebo lití (afúzi). Slovo je utvořeno z latinského aspergere, „kropit“, z ad, „do“, a spargo, „rozprašuji“ – Ez 36, 25–26 (Kral, ČEP); 1Kor 10, 2 (Kral, ČEP); srov. Ž 77, 16–20 (Kral, ČEP).
Kromě toho se asperze používá při některých obřadech, které mají lidem připomenout jejich křest, například při obnově křestních slibů, kterou o Velikonocích koná římskokatolická a luteránská církev.

## Apoštolská doba
Viz též: Křesťanství v 1. století
Křest afúzí (litím, poléváním) byl v rané církvi povolen ve výjimečných případech a byl schválen v Didaché:
A pokud jde o křest, křtěte takto: Křtěte ve jménu Otce i Syna i Ducha svatého v živé vodě. Nemáte-li však živou vodu, křtěte v jiné vodě, a nemůžete-li ve studené, křtěte v teplé. Nemáte-li však ani jedno, vylijte třikrát vodu na hlavu ve jménu Otce i Syna i Ducha svatého.
Neexistují žádná svědectví, která by jasně ukazovala, že bylo použito pokropení namísto lití nebo ponoření.

## Rané křesťanství
Viz též: Rané křesťanství
Obvyklou formou křtu v prvních staletích – přinejmenším do 12. století – bylo ponoření. Pokud se však člověk nemohl ponořit, křtilo se asperzí nebo afúzí. Existují záznamy o lidech, kteří přijímali křest ve vězení, při čekání na mučednickou smrt, kde by ponoření bylo obtížné nebo nemožné, ale nejčastěji se používal pro nemocného člověka, kterého nebylo možné zvednout z lůžka; proto dostal název „křest nemocných“. Kvůli jeho vzácnosti vznikly pochybnosti o jeho platnosti, jak ukazuje potvrzení svatého Cypriána tváří v tvář zpochybňování.
Ptal ses také, nejdražší synu, co si myslím o těch, kteří získávají Boží milost v nemoci a slabosti, zda mají být považováni za právoplatné křesťany, protože nemají být obmyti, ale pokropeni spásnou vodou. V tomto bodě moje rozptýlenost a skromnost nikoho nepředjímá, aby někomu zabránila cítit, co považuje za správné, a dělat to, co považuje za správné. Nakolik to můj ubohý rozum chápe, domnívám se, že božská dobrodiní nemohou být v žádném ohledu zmrzačena a oslabena; ani se nemůže stát nic menšího v tom případě, kdy s plnou a naprostou vírou dárce i příjemce je přijímáno to, co je čerpáno z božských darů... ani by nemělo nikoho trápit, že nemocní lidé se zdají být pokropeni nebo politi, když získávají milost Páně, když Písmo svaté mluví ústy proroka Ezechiela a říká: „Tehdy vás pokropím čistou vodou a budete čistí; od všech vašich nečistot a od všech vašich modlářských hříchů vás očistím. A dám vám nové srdce a nového ducha vložím do vás.“ (Ez 36, 25 (Kral, ČEP)) Také v Numeri: „Člověk, který by byl nečistý až do večera, bude třetího dne očištěn a sedmého dne bude čistý; jestliže se však třetího dne neočistí, sedmého dne nebude čistý. A taková duše bude vyhlazena z Izraele, protože na ni nebyla pokropena vodou.“ (Nm 19, 12–13 (Kral, ČEP)) A ještě jednou: „Všichni, kdo se očišťují, se očišťují od nečistoty: Hospodin promluvil k Mojžíšovi: Vezmi levity z řad synů Izraele a očisti je. Takto s nimi naložíš, abys je očistil: pokropíš je vodou očišťování.“ (Nm 8, 6–7 (Kral, ČEP)) A znovu: „Kropící voda je očistná.“ Z toho vyplývá, že i pokropení vodou má stejnou váhu jako obmytí spásy a že když se tak děje v církvi, kde je víra přijímajícího i dávajícího zdravá, vše se udržuje a může být dovršeno a zdokonaleno velebností Páně a pravdou víry.
V té době byl křest kropením, stejně jako litím, považován za překážku pro přijetí kněžského svěcení, což zřejmě pramenilo z toho, že pokřtěný odkládal křest až do doby, kdy mu hrozila smrt.

## Pozdější vývoj
Na Západě se v pozdějších staletích pomalu rozšířil křest kropením a litím.
Při asperzi se mohl použít aspergil, který vodu přenesl na kůži.
Římskokatolická církev považuje křest asperzí za platný pouze v případě, že voda skutečně stéká po kůži člověka, a je tedy rovnocenná polévání („afúzi“). V případě pochybností se uděluje podmínečný křest.
Ačkoli kořen slova „křtít“ může znamenat „ponořit“, v Novém zákoně se toto slovo používá i pro pouhé částečné omytí – Lk 11, 38 (Kral, ČEP). Přesto některé křesťanské denominace učí, že křest nejen asperzí, ale dokonce i afúzí je neplatný.